# ماريان إيوان
ماريان إيوان هو متزلج سريع روماني، ولد في 14 سبتمبر 1988.